# Powiat pilski
Powiat pilski – powiat w Polsce (województwo wielkopolskie), utworzony w 1999 roku w ramach reformy administracyjnej. Siedzibą jego władz jest miasto Piła. Powiat charakteryzuje się najwyższym wskaźnikiem urbanizacji wśród powiatów ziemskich województwa wielkopolskiego, wynoszącym w 2009 r. 65,1%.
W skład powiatu wchodzą:
- gminy miejskie: Piła
- gminy miejsko-wiejskie: Kaczory, Łobżenica, Miasteczko Krajeńskie, Ujście, Wyrzysk, Wysoka
- gminy wiejskie: Białośliwie, Szydłowo
- miasta: Kaczory, Łobżenica, Piła, Miasteczko Krajeńskie, Ujście, Wyrzysk, Wysoka

Według danych z 31 grudnia 2019 roku powiat zamieszkiwało 136 112 osób. Natomiast według danych z 30 czerwca 2020 roku powiat zamieszkiwało 135 928 osób.

## Miasta
68,8% populacji powiatu pilskiego zamieszkują miasta. Największym miastem w powiecie jest Piła, która jest 3 największym pod względem ludności miastem w województwie wielkopolskim.
Najmniejszym miastem w powiecie pilskim jest Miasteczko Krajeńskie, które jest również najmniejszym miastem w województwie wielkopolskim.
| Herb | Miasto                | Populacja (w tysiącach) | Powierzchnia (w km2) |
| ---- | --------------------- | ----------------------- | -------------------- |
|      | Piła                  | 74,180                  | 102,68               |
|      | Wyrzysk               | 5,147                   | 4,12                 |
|      | Ujście                | 3,591                   | 5,78                 |
|      | Kaczory               | 2,904                   | 16,55                |
|      | Wysoka                | 2,703                   | 4,82                 |
|      | Miasteczko Krajeńskie | 1,080                   | 1,93                 |

## Demografia
Liczba ludności (dane z 30 czerwca 2005):
|        | Ogółem  | Ogółem | Kobiety | Kobiety | Mężczyźni | Mężczyźni |
| osób   | %       | osób   | %       | osób    | %         |           |
| ------ | ------- | ------ | ------- | ------- | --------- | --------- |
| Ogółem | 137 127 | 100    | 70 198  | 51,19   | 66 929    | 48,81     |
| Miasto | 90 273  | 65,83  | 46 877  | 34,19   | 43 396    | 31,65     |
| Wieś   | 46 854  | 34,17  | 23 321  | 17,01   | 23 533    | 17,16     |

▶Wieś vs ▶miasto
Ogółem (▶k, ▶m)
Miasto (▶k, ▶m)
Wieś (▶k, ▶m)
- Piramida wieku mieszkańców powiatu pilskiego w 2014 roku[4].

Powiat miał najniższy udział procentowy ludności wiejskiej wśród powiatów województwa wielkopolskiego - 34,5% (2006).

## Gospodarka
W końcu września 2019 liczba zarejestrowanych bezrobotnych w powiecie pilskim obejmowała ok. 2,3 tys. mieszkańców, co stanowi stopę bezrobocia na poziomie 4,2% do aktywnych zawodowo.

## Transport

### Transport kolejowy
Przez powiat przebiegają linie kolejowe:
- Krzyż Wielkopolski – Trzcianka – Piła –  Bydgoszcz
- Poznań – Piła – Jastrowie – Szczecinek
- Piła – Złotów – Chojnice
- Piła – Wałcz

Na terenie powiatu znajduje się 14 dworców, stacji lub przystanków kolejowych.

### Transport drogowy
Drogi krajowe przebiegające przez powiat:
- Szczecin – Stargard – Piła – Bydgoszcz – Toruń – Warszawa
- Kołobrzeg – Koszalin – Piła – Poznań – Ostrów Wielkopolski – Lubliniec – Bytom
- (planowana) Szczecin – Piła – Płońsk
- (planowana) Kołobrzeg – Piła – Pyrzowice

Drogi wojewódzkie przebiegające przez powiat:
- Piła – Rusinowo – Gorzów Wielkopolski
- Piła – Trzcianka – Wieleń – Drezdenko
- Piła – Złotów – Człuchów
- Krajenka – Wysoka – Szamocin – Wągrowiec – Gniezno
- Więcbork – Łobżenica – Falmierowo
- (część trasy) Poznań – Oborniki – Trzcianka – Wałcz – Kołobrzeg

### Transport lotniczy
W północno-zachodniej części Piły zlokalizowane jest duże lotnisko, do niedawna użytkowane przez wojsko. Obecnie jego część jest użytkowana przez Aeroklub Ziemi Pilskiej. Od 2004 roku padały propozycje wykorzystania lotniska do regionalnego ruchu pasażerskiego.

## Sąsiednie powiaty
- złotowski
- wągrowiecki
- chodzieski
- czarnkowsko-trzcianecki
- wałecki (zachodniopomorskie)
- sępoleński (kujawsko-pomorskie)
- nakielski (kujawsko-pomorskie)

## Powiaty partnerskie
- Powiat Schwalm-Eder